# 방콕 왕궁

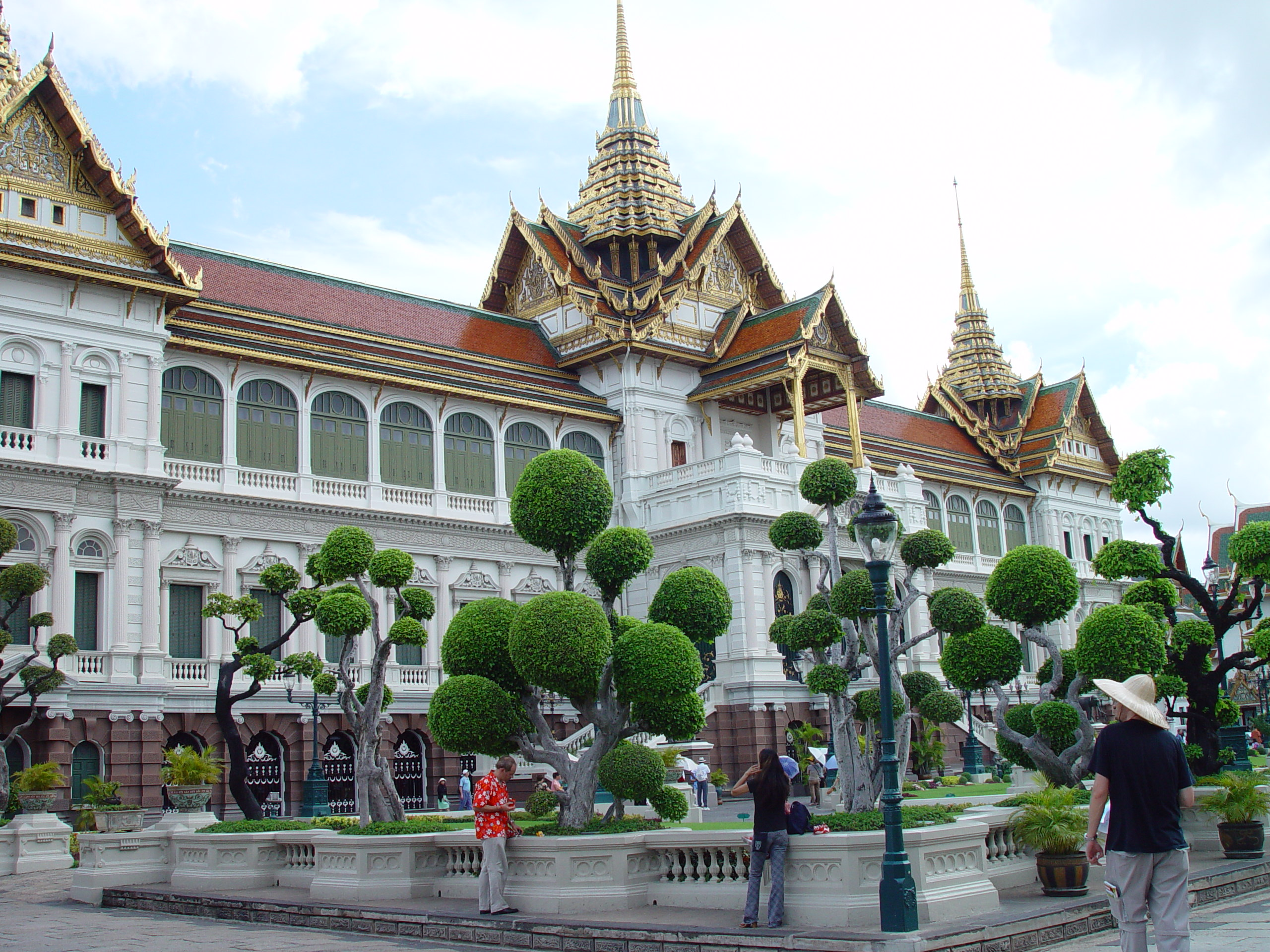
차끄리 마하쁘라사드 홀

방콕 왕궁(태국어: พระบรมมหาราชวัง, Grand Palace)은 태국 방콕에 있는 복합 건축물이다. 정식 명칭은 “프라 보롬 마하 랏차 왕” (พระบรมมหาราชวัง)이다. 이 건축물은 18세기 이후부터 국왕이 머물렀던 공식 관저이다. 건축은 1782년 라마 1세 때 수도를 톤부리에서 방콕으로 옮기면서 시작되었다. 여러 번의 증축 공사를 통해 계속 황궁이 확장되었다. 그러나 국왕 푸미폰 아둔야뎃은 이곳에 머물지 않고, 치뜨랄다 궁에 거주했다. 태국인들의 심장부와도 같은 이곳은 환상적이고 이국적인 정취가 있다. 높이 솟은 궁전과 누각, 사원들은 모두 금박 잎새, 자기, 유리로 찬란하게 장식되어 눈이 부시다.

## 지리

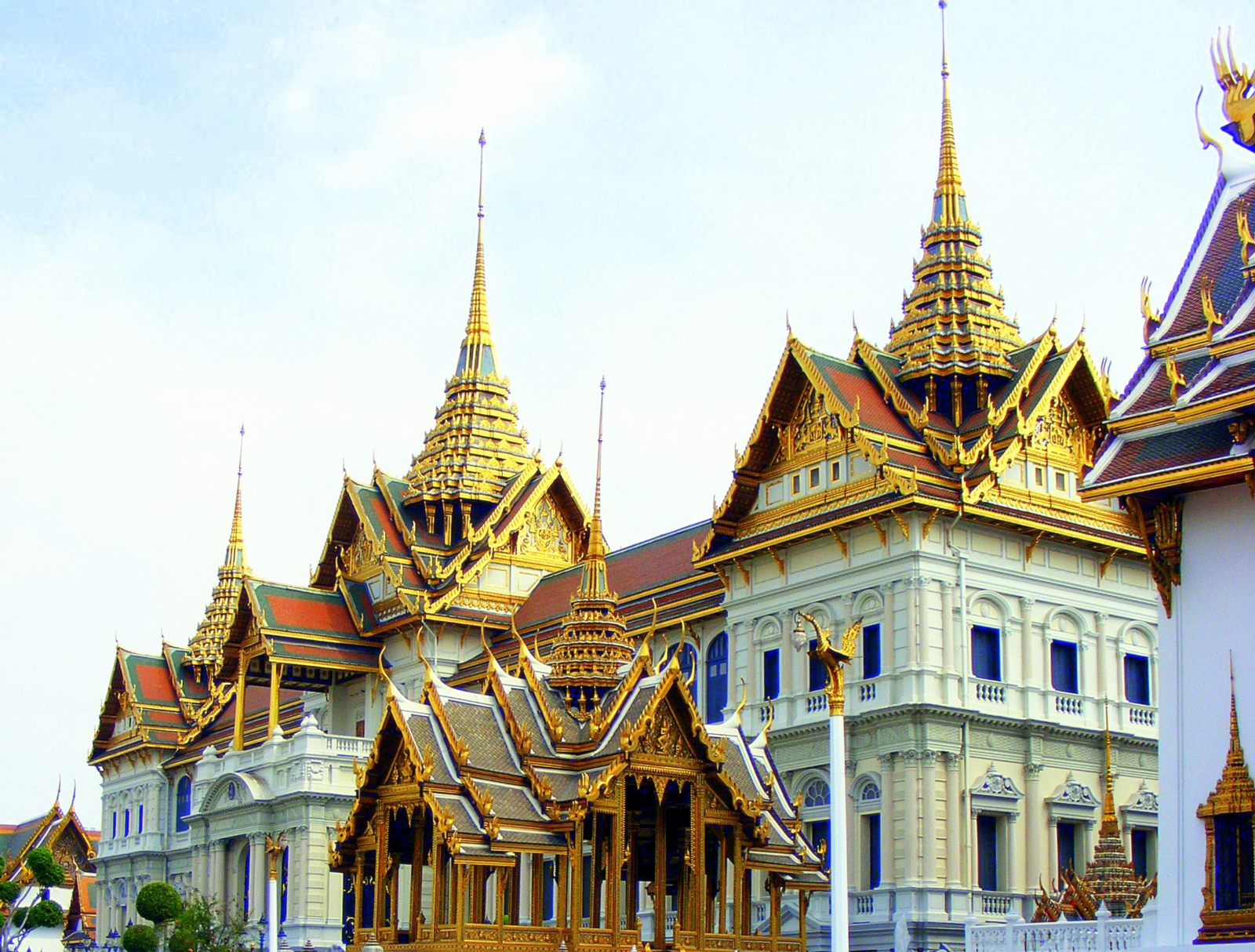
어전인 차끄리 마하쁘라사드 홀

궁전은 짜오프라야강의 동쪽 강뚝에 있으며 길이만 1,900m에 달하는 성벽으로 둘러싸여 있다. 전체 면적은 218,400 m2이다. 벽에서 나가면 강뚝을 따라 운하도 설치되어 있으며 왕궁의 방어를 위한 것이다. 때문에 궁전이 하나의 섬처럼 되어 있으며 이를 태국에서는 랏따나꼬신(Rattana Kosin)이라고 통칭한다.

## 역사
1782년 톤부리 왕조의 최초이자, 최후의 왕인 딱신 대왕을 숙청한 후 차끄리 왕조를 연 붓다 요드파 출라로께 왕(라마 1세)이 시암의 수도를 방콕의 서쪽에 있는 톤부리에서 짜오프라야강 동쪽의 방콕으로 천도하기로 결심하고 거주지와 집무실로 사용할 권위있는 새로운 왕궁을 짓기로 결정한다. 그러나 선택된 지역은 중국인 상인들이 점유를 하고 있었고, 그들은 현재의 야오와랏 지역으로 옮겨줄 것을 탄원했다.
1782년 5월 6일 황금 탑의 건축이 시작되었다. 처음에는 이 왕궁은 여러 갱의 목조 건물과 사면을 에워 싼 길이 1,900m의 성으로만 구성되어 있었고, 이를 둘러 싼 지역은 218,400km2의 면적을 가지고 있었다. 곧 왕은 《에메랄드 부처 사원》을 만들라고 명령하고, 왕과 왕실의 왕사로 사용했다. 1785년 왕궁이 완공되자, 왕은 대관식을 하기로 결정한다.

## 부속 건축물
방콕의 대표적인 볼거리로 왓 프라깨우, 프라 마하 몬티엔(Phra Maha Motien), 보로마비만 마하 쁘라쌋(Boro-mabiman Maha Prasats), 짜끄리 마하 쁘라쌋(Chakri Maha Prasat), 두씻 마하 쁘라쌋(Dusit Maha Prasat), 왓 프라깨우 박물관 등이 있다.
- 왓 프라깨우 - 에메랄드 부처 사원
- 두싯 프라
- 차끄리 마하쁘라사드 홀 - 이탈리아 르네상스의 영향을 받은 건축물 (어전)

## 사진

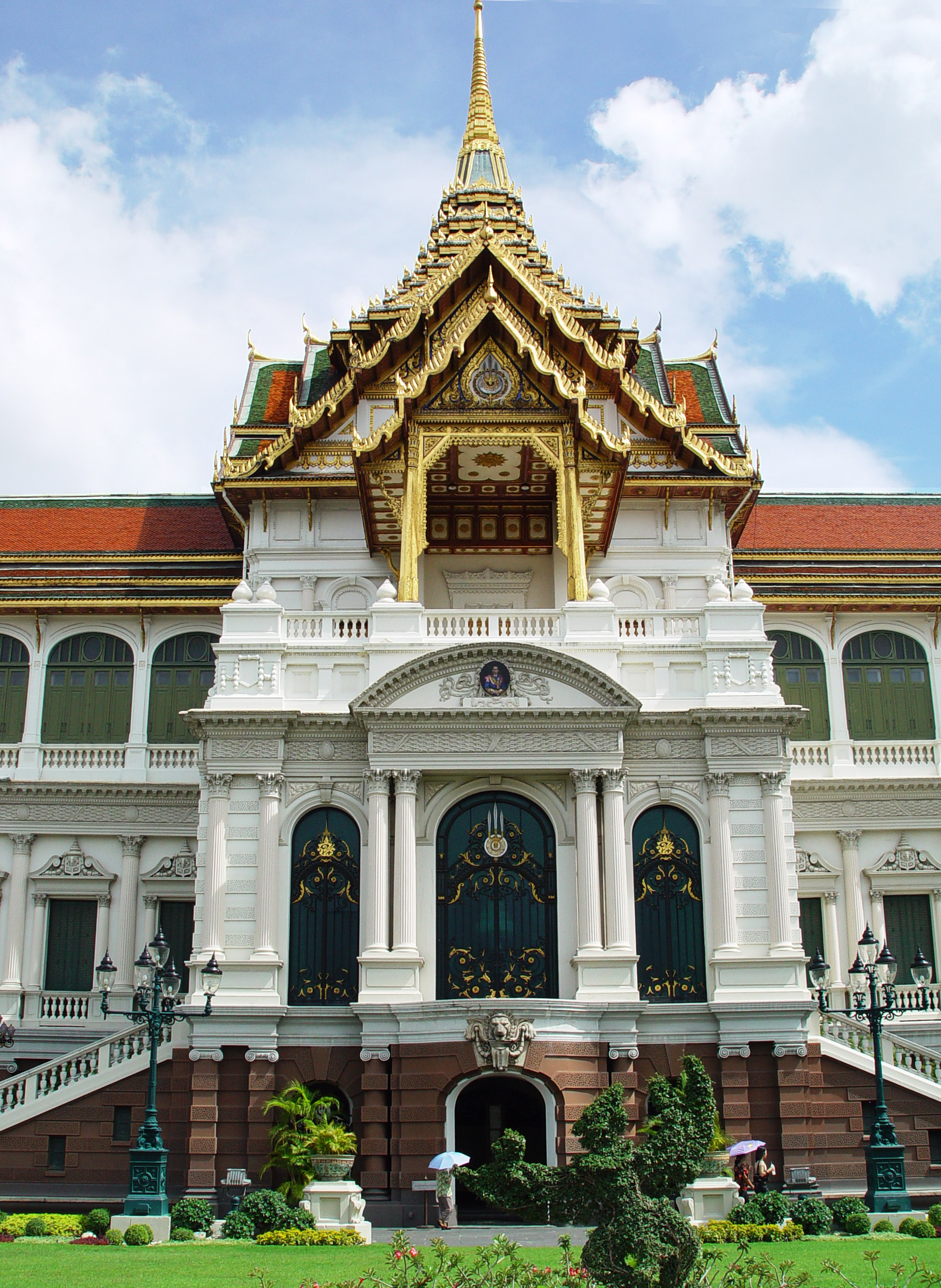
차크리 마하프라사드 회당
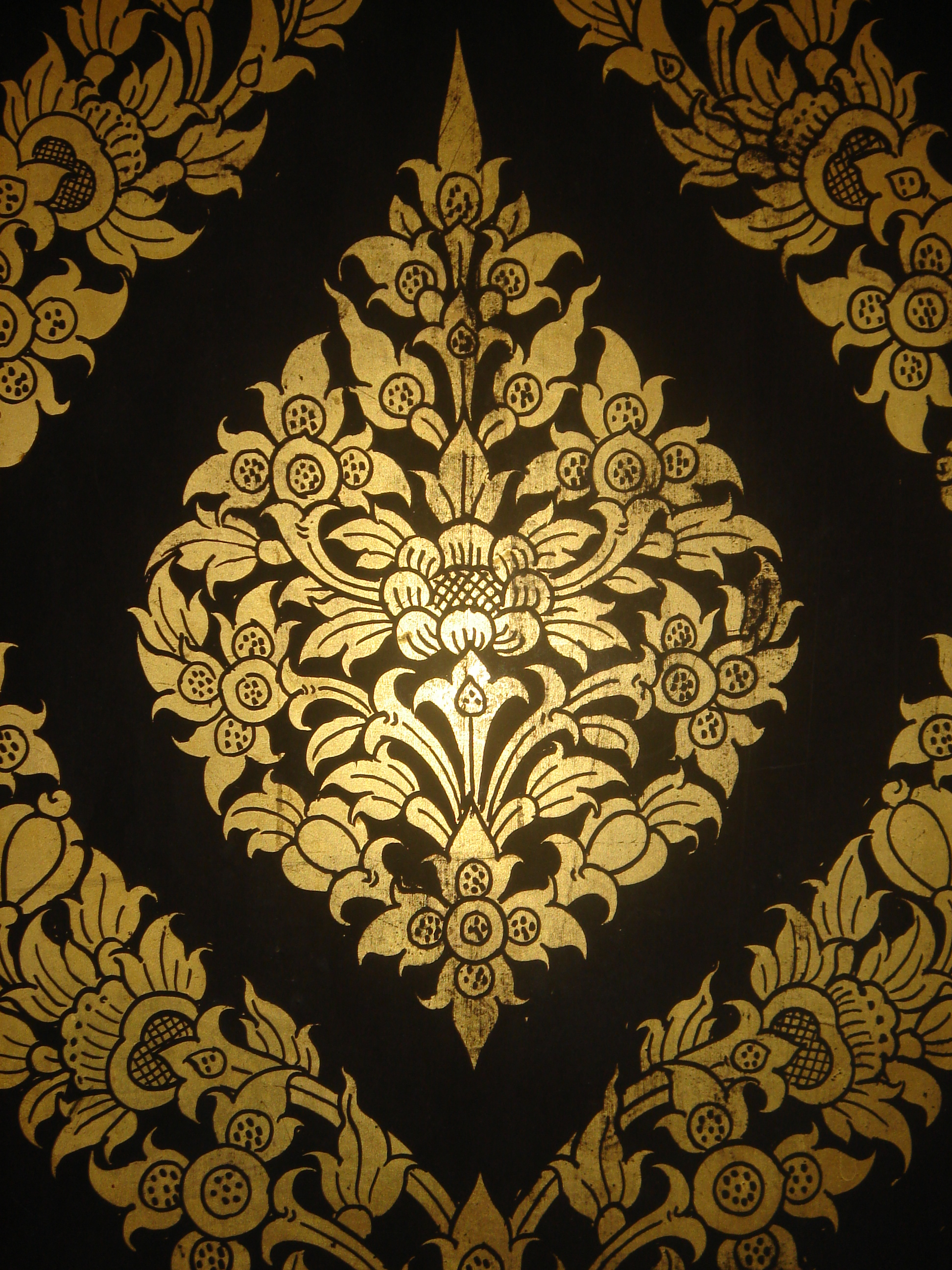
왕궁 문의 문양
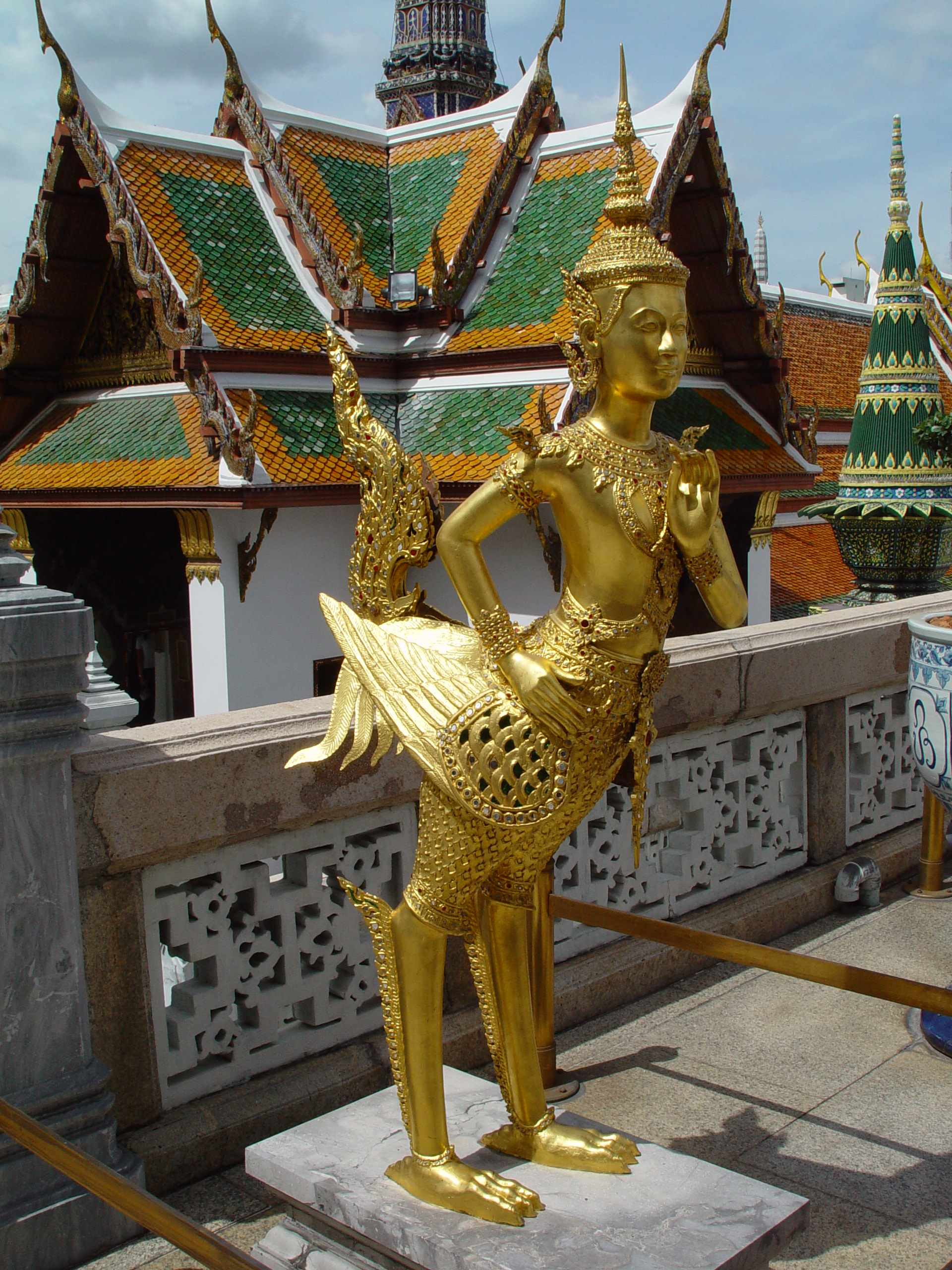
태국 신화에 나오는 반인반조의 끼논
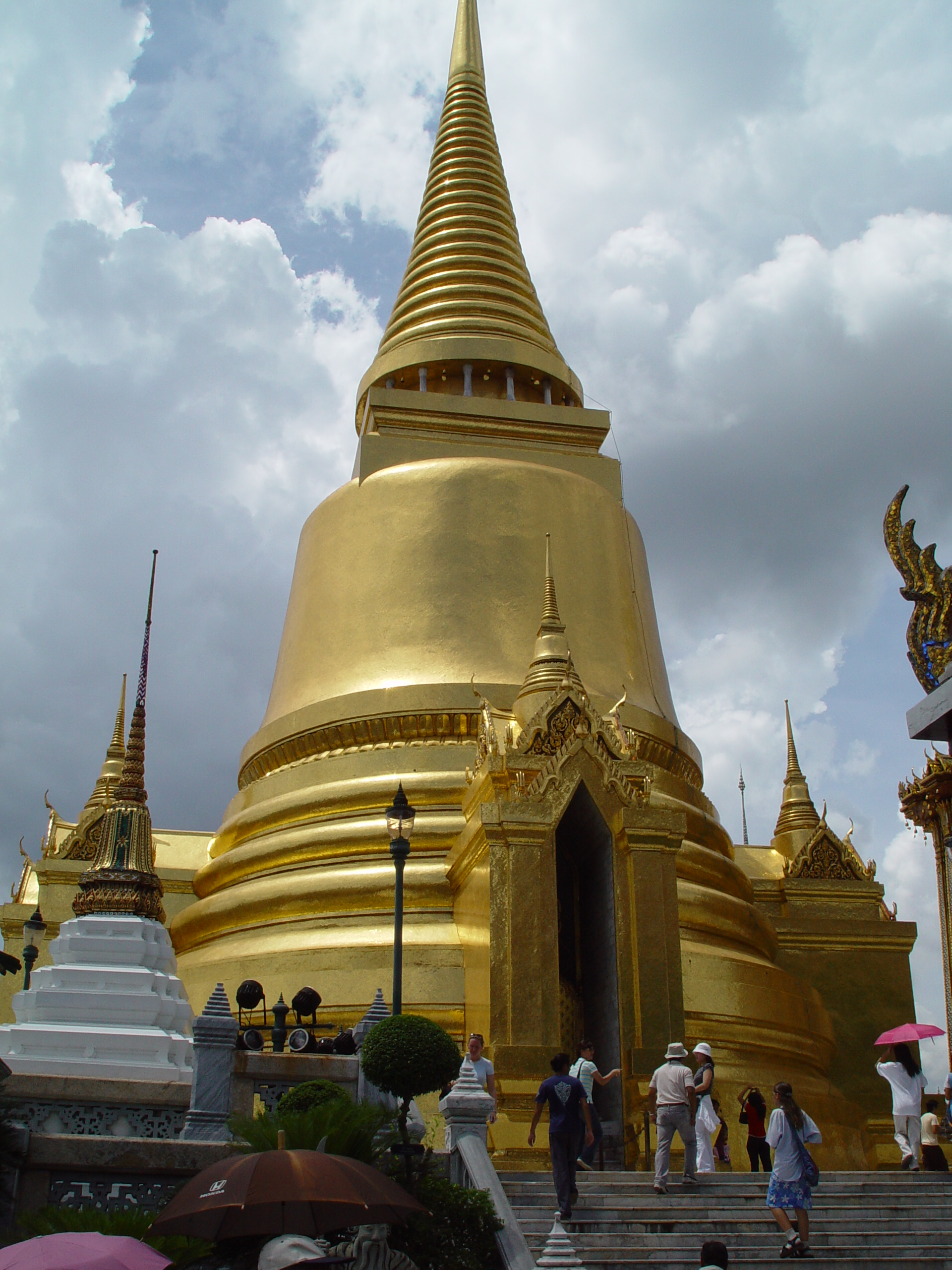
프라 시 랏따나 체디(탑)
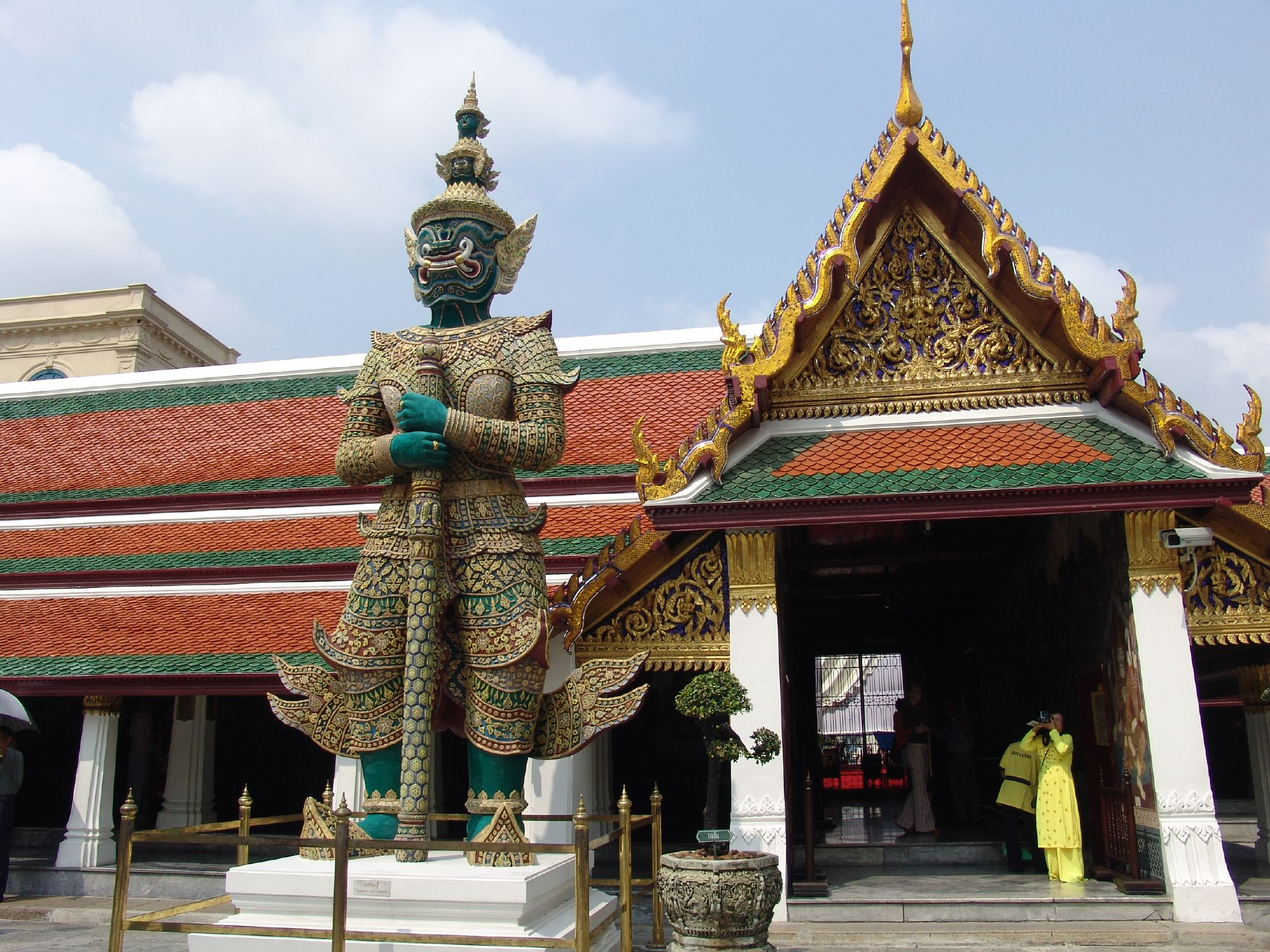
신화 속의 거인 약샤
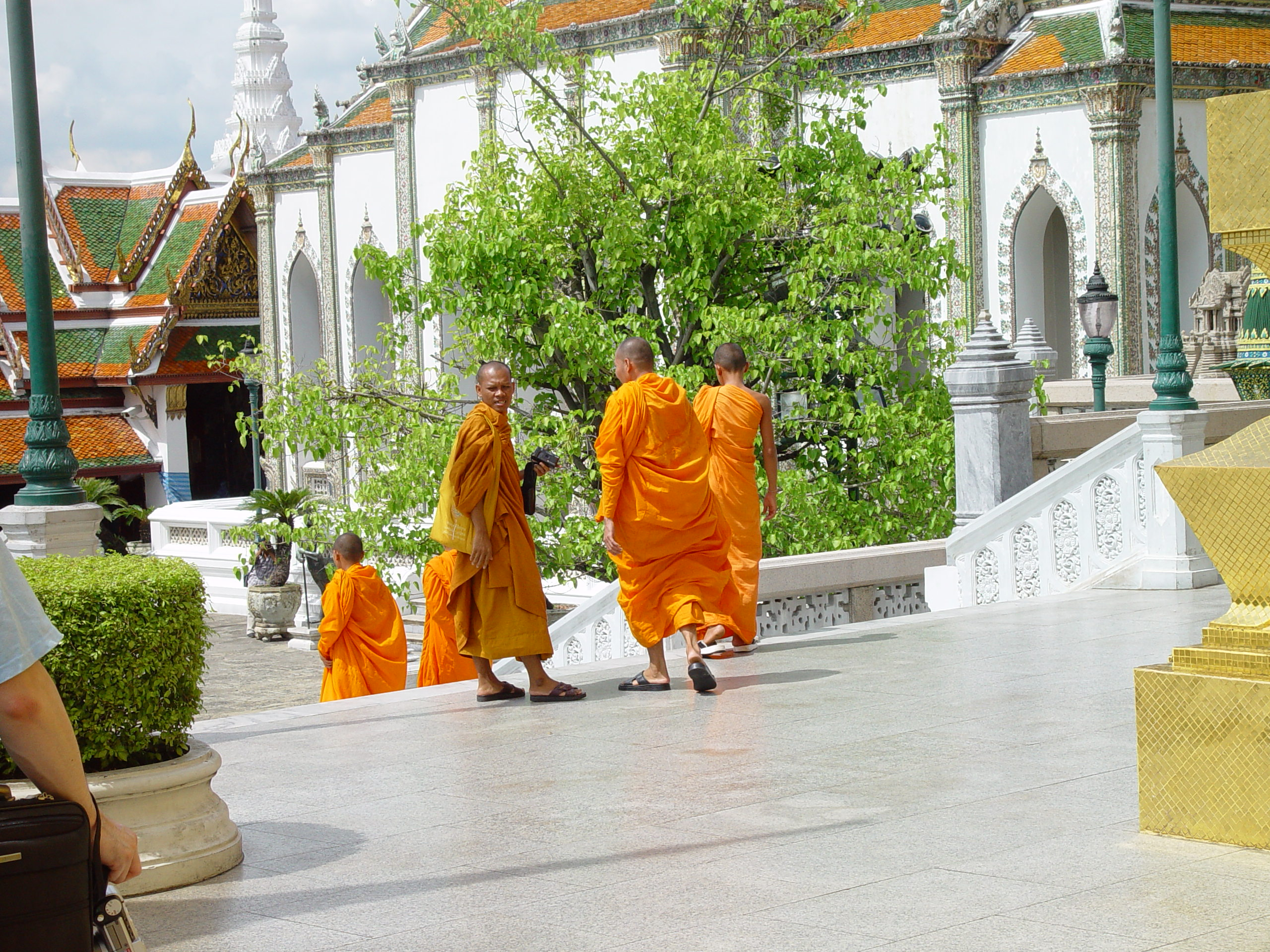
왕궁의 스님
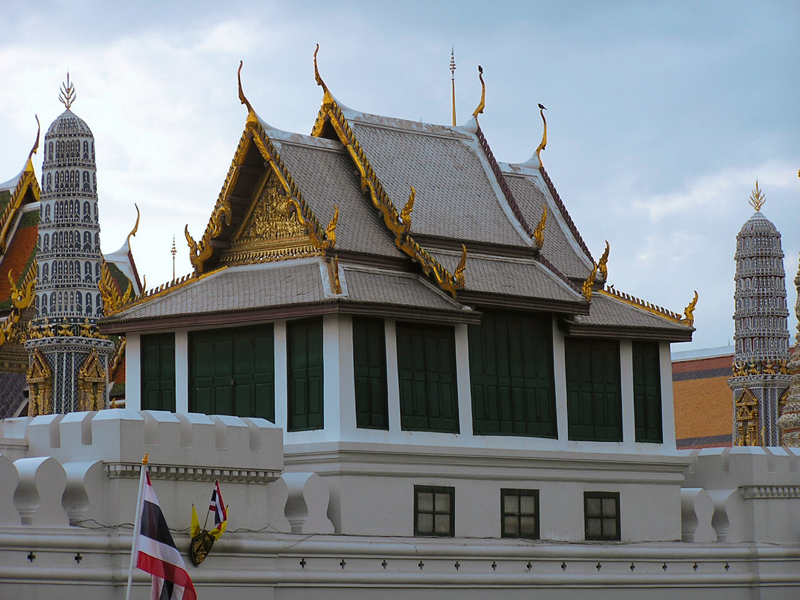
차이추뽈
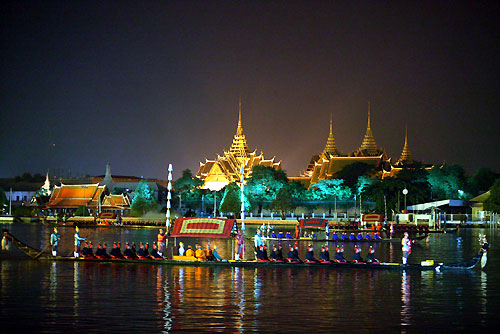
2003년 APEC 때의 야경

## 같이 보기
- 왓 프라깨오
- 짜끄리 왕조
- 태국의 군주